# Чудилів
Чудилів — мала річка в Українських Карпатах, у межах Сколівського району Львівської області. Права притока Опору (басейн Дністра).

## Опис
Довжина річки 4.1 км. Чудилів — типово гірська річка з кам'янистим дном, численними перекатами, порогами та водоспадами.

## Розташування
Чудилів бере початок на північних відрогах гори Лопата (хребет Зелем'янка). Тече в межах національного природного парку «Сколівські Бескиди». Біля витоків тече переважно на північ, а потім на північний захід повз гору Чудилів. Впадає до Опору в межах міста Сколе. 

## Туризм
В долині Чудилова проходить частина еколого-пізнавальної стежки «Водоспад», яка розпочинається біля Павлового потоку, проходить повз Чудилів і виводить до Кам'янецького водоспаду.

## Пам'ятки
У 1988 році неподалік від впадіння Чудилова в Опір львівські археологи відкрили унікальну пам'ятку дохристиянського періоду — давнє святилище, яке датується ІХ-Х століттями.